# Asunción Challenger 2006
L'Asunción Challenger 2006, noto anche come Copa Petrobras Paraguay, è stato un torneo di tennis facente parte della categoria ATP Challenger Series nell'ambito dell'ATP Challenger Series 2006. Il torneo si è giocato ad Asunción in Paraguay dal 13 al 19 novembre 2006 su campi in terra rossa.

## Vincitori

### Singolare
Guillermo Cañas ha battuto in finale  Flávio Saretta con il punteggio di 6–4, 6–1

### Doppio
Tomas Behrend /  André Ghem hanno battuto in finale  Carlos Berlocq /  Martín Vassallo Argüello con il punteggio di 3–6, 6–3, [10-3]